# Otón III de Brunswick-Luneburgo

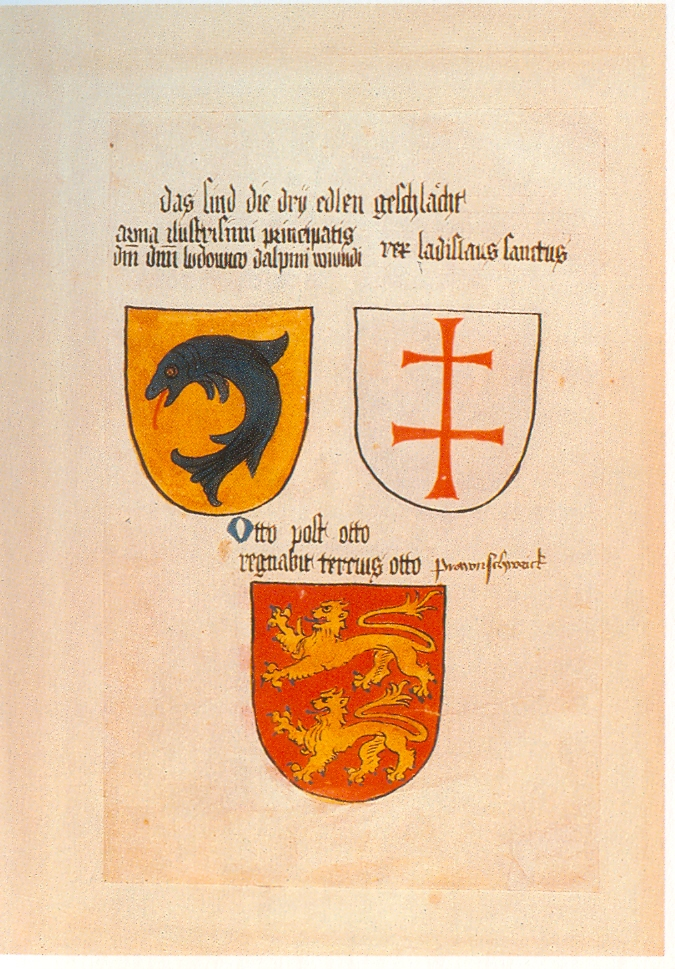
Los Leones de Brunswick (leopardos) tal como aparecen en el escudo de armas de Otón III (abajo) en el Ingeram Codex.

Otón III (en alemán: Otto III.) (c. 1296 - 19 de agosto de 1352) fue un príncipe alemán de la Casa de Brunswick (rama de la casa de Welf), hijo del Otón II, el Estricto y de Matilde de Baviera. Sucedió a su padre en el gobierno del principado de Luneburgo, ejercido conjuntamente con su hermano menor Guillermo II, desde el 10 de abril de 1330 hasta su muerte en 1352.

## Biografía
Otón nació alrededor de 1296 siendo el segundo hijo de Otón II, el Estricto y de su esposa Matilde de Baviera. Su padre lo introdujo en los asuntos del gobierno ya en 1314. La estipulación de su padre en 1315 de que el principado se dividiría después de su muerte entre Otón III y su hermano, Guillermo II, sin embargo, fue ignorada por ambos hermanos que asumieron el gobierno conjunto del estado indiviso en 1330.
El enfoque de su gobierno en los primeros años fue la consolidación territorial del principado. Por ejemplo, lograron aumentar considerablemente su propiedad en el área de Gifhorn mediante la adquisición del pueblo de Fallersleben.y los condados de Papenheim y Wettmarshagen. Otro campo de atención fue su apoyo político a las ciudades en crecimiento económico. Por ejemplo, el comercio de Luneburgo floreció como resultado del trabajo para hacer navegable el río Ilmenau entre la propia ciudad de Luneburgo y Uelzen, así como los acuerdos comerciales entre los príncipes de Luneburgo y los duques de Sajonia-Lauenburgo.
Otón III murió el 19 de agosto de 1352 sin heredero porque su único hijo ya se había ahogado de niño en el río Ilmenau.

## Familia e hijos
Otón tuvo los siguientes hijos de su matrimonio con Matilda de Mecklemburgo (1293-1358), hija de Enrique II, señor de Mecklenburgo:
1. Matilda  (fallecida el 7 de septiembre de 1357) se casó con el conde  Otón II de Waldeck
2. Otón, ahogado de niño;
3. Isabel (fallecida el 20 de febrero de 1386).